# Daniel Westmattelmann
Daniel Westmattelmann (* 31. Oktober 1987 in Ahlen) ist ein deutscher Straßenradrennfahrer.
Daniel Westmattelmann begann seine Karriere 2007 bei dem deutschen Continental Team AKUD Rose. Im Jahr 2008 wurde er deutscher Hochschulmeister im Einzelzeitfahren. Im Jahr 2011 gewann er bei der Universiade die Silbermedaille im Teamzeitfahren. Eine Überraschung gelang ihm beim Einzelzeitfahren der Deutschen Radsportmeisterschaften 2014, bei welchen er Vierter wurde. 2016 gewann er das französische Einzelzeitfahren Chrono Champenois und damit sein erstes Radrennen eines internationalen Radsportkalenders. Cottbus–Görlitz–Cottbus konnte er ebenfalls 2016 für sich entscheiden.
Ende Juli 2017 wurde Westmattelmann bei einem Rennen der Rad-Bundesliga von einem Begleitmotorrad angefahren und schwer verletzt. Über ein halbes Jahr lang konnte er keine Rennen bestreiten.
Neben seiner Karriere als Radsportler schloss Westmattelmann an der Westfälischen Wilhelms-Universität in Münster ein Studium der Betriebswirtschaftslehre ab und promovierte anschließend.

## Erfolge
2007
- Nachwuchswertung Teneriffa-Rundfahrt

2008
- Deutscher Hochschulmeister – Einzelzeitfahren

2011
- Universiade – Teamzeitfahren

2016
- Chrono Champenois

## Teams
- 2007 AKUD Rose (ab 06.04.)
- 2008 Mapei Heizomat
- 2009 Seven Stones
- 2010 Team Kuota-Indeland
- 2011 Team Eddy Merckx-Indeland
- 2012 Team Eddy Merckx-Indeland
- 2013 Team Quantec-Indeland
- 2014 Team Kuota
- 2015 Team Kuota-Lotto
- 2016 Team Kuota-Lotto
- 2017 Team Lotto–Kern Haus
- 2018 Team Lotto–Kern Haus